# Ramat David
Ramat David (en hebreo: רמת דוד) es un kibutz que está ubicado en el Valle de Jezreel. El nombre del kibutz honra a David Lloyd George, el jefe del gobierno británico en el momento de la Declaración Balfour. La población del kibutz es de 650 miembros. El kibutz fue fundado en 1926 por inmigrantes judíos de Rusia, Rumania y Polonia. Se establecieron en el lugar de un antiguo huerto abandonado, que estaba irrigado por tres fuentes de agua natural de los alrededores. En 1933, un grupo del movimiento juvenil Gordonia de Polonia se unió a ellos. El kibutz fue construido gracias a los donativos financieros de los judíos ingleses.